# Crociate di Smirne
Crociate di Smirne (Smyrniote crusades in lingua inglese) è la nomenclatura con la quale si sogliono indicare le due spedizioni di crociati coordinate da papa Clemente VI contro il beilikato di Aydın (Aydın Beyliği in lingua turca), in Anatolia. 
Terminata con l'occupazione di Smirne, rimasta in mano cristiana sino al 1402, la spedizione fallì però nel suo iniziale intento d'indebolire significativamente la pirateria musulmana nel Mar Egeo.

## Storia

### Antefatto
L'influenza dei Mongoli (v. battaglia di Köse Dağ, 26 giugno 1243) aveva mandato in pezzi il potere dei turchi selgiuchidi d'Anatolia nella metà del XIII secolo. I vari potentati turchi, i bey, avevano allora cominciato a conquistarsi dei regni propri, trasformando le terre del vecchio Sultanato di Rum in un mosaico di micro-regni in lotta tra loro. L'Impero bizantino, lacerato dalle lotte tra i Paleologi e l'Impero latino nelle mani degli Occidentali, non seppe approfittare di questa favorevole situazione di caos politico, lasciando che la polveriera anatolica continuasse a ribollire.

Entro il 1300, almeno cinque compagini statali turche si erano affermate lungo le coste anatoliche del Mar Egeo: i Karesioğulları, i Saruhanidi, gli Aydınidi, i Mentesheidi ed i bey di Tekke. Costantemente in guerra tra loro, questi stati musulmani erano poi attivi propugnatori di attività corsare ai danni delle coste cristiane e delle isole egee contese tra la Repubblica di Venezia e la Repubblica di Genova.
Nel 1320, Mehmed Bey, signore degli Aydınidi, conquistò Smirne, garantendo così alla dinastia il controllo su uno dei più importanti porti dell'Egeo. Il figlio e successore di Mehmed, Umur Bey (regno 1334-1348) avvio una remunerativa attività di pirata, facendo del porto fortificato di Smirne (il Liman Kalesi) la sua centrale operativa. 
Accorto politico, Umur si garantì appoggi a Costantinopoli fornendo supporto anfibio all'anti-imperatore Giovanni Cantacuzeno nella sua campagna contro il basileus Giovanni Paleologo.

### I preparativi

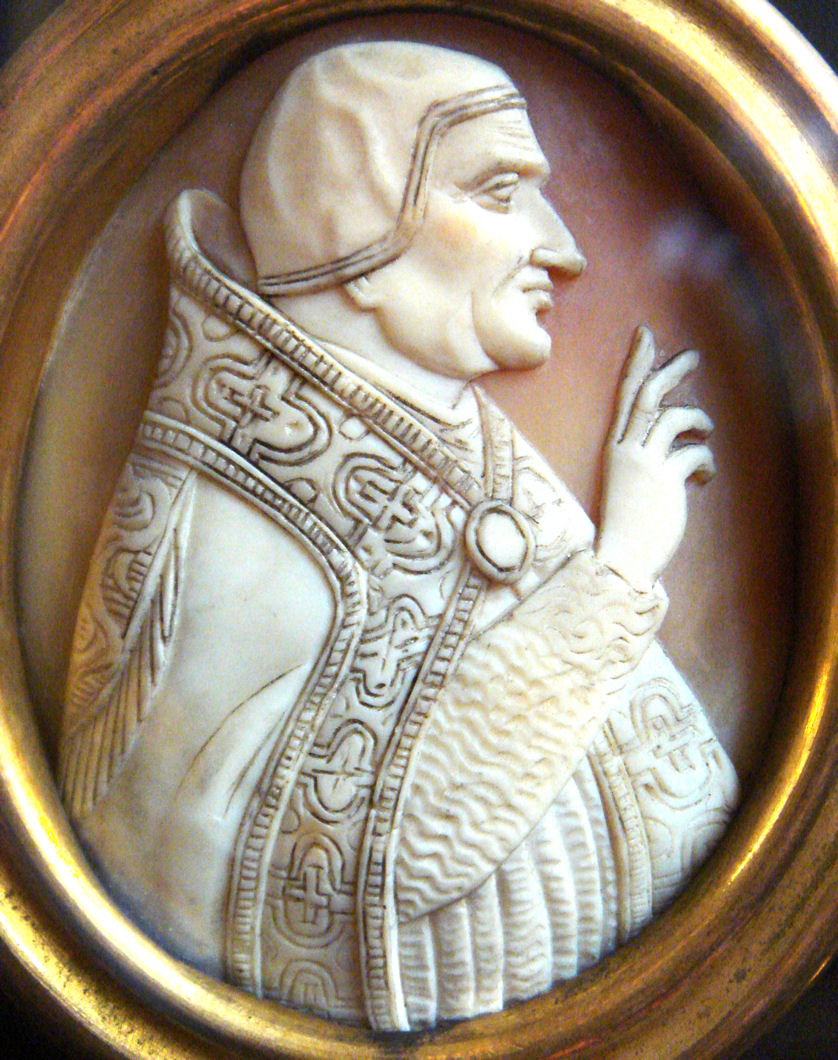
Cammeo di papa Clemente VI.

Non è ad oggi molto chiaro come mai papa Clemente VI abbia profuso così tante energie nell'allestimento di una crociata anatolica focalizzata sulla conquista del porto di Smirne. Con buona probabilità, fu l'eccessiva, crescente ingerenza dell'emiro-pirata Umur Bey ad attirare le attenzioni del pontefice.

### Gli scontri
Le truppe dei crociati si misero in movimento nel 1344, al comando di Ugo IV di Cipro, il re "titolare" di Gerusalemme e personalità in buoni rapporti sia con i Veneziani che con i Genovesi. 
La flotta cristiana, venti navi in tutto delle quali quattro fornite dal papa, si radunò presso la roccaforte veneziana di Eubea e di lì mosse incontro al nemico. Dopo alcuni scontri navali, i crociati riuscirono a dare l'assalto al porto di Smirne (28 ottobre), occupando il Liman Kalesi. L'acropoli della città (il Kadifekale) restò però in mano turca, rendendo incredibilmente effimera l'occupazione cristiana della città, la cui custodia venne affidata agli Ospitalieri. 
I monaci-guerrieri avevano però anche altri fronti aperti contro i musulmani (in quel medesimo anno, il gran maestro Helion de Villeneuve impegnava infatti in una battaglia navale i Merinidi del Marocco, sconfiggendoli) e non poterono certo profondere uomini e mezzi nell'irrobustimento della testa di ponte crociata in Anatolia.

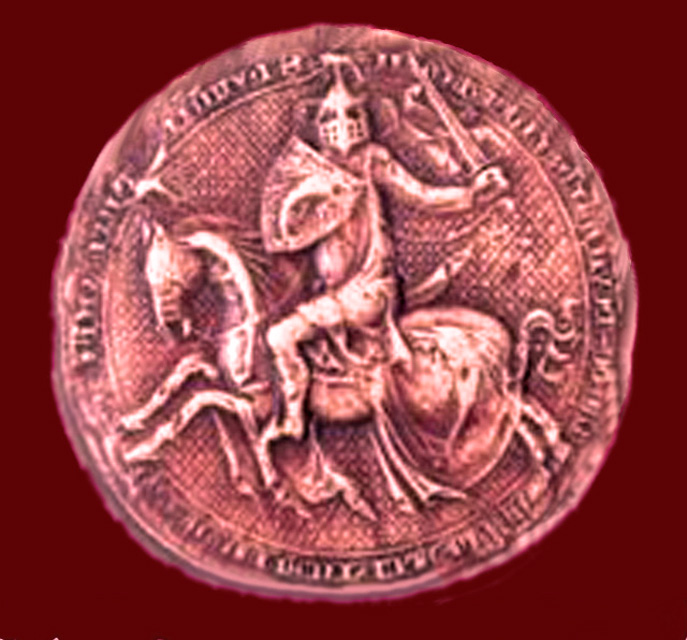
Gran sigillo di Umberto II de la Tour-du-Pin.

Ad Avignone, il pontefice tentava nel frattempo di organizzare una nuova spedizione crociata per la successiva primavera (1345) ma fu solo in novembre che le truppe cristiane, questa volta al comando di Umberto II de la Tour-du-Pin lasciarono Venezia. 
Per parte sua, il doge Andrea Dandolo non poté fornire molto supporto ai crociati, impegnato com'era nella guerra per il controllo di Zara che lo vedeva contrapposto ai genovesi. 
Seppur privo di grandi mezzi, Umberto riuscì a sconfiggere i turchi nella battaglia di Mitilene (febbraio 1346) ed il 24 giugno liberò Smirne dall'assedio delle truppe Umur Bey. La città restò tagliata in due, con il Liman Kalesi in mano cristiana ed il Kadifekale controllato dai Turchi. 
Il Delfino ordinò una massiccia campagna di ristrutturazione delle fortificazioni del porto, provate dagli scontri, poi riparò su Rodi. Moriva nel frattempo il gran maestro Villeneuve ed il suo successore, Dieudonné de Gozon, veniva invischiato nella contesa tra Costantino VI d'Armenia ed i mamelucchi (gli scontri che gli avrebbero valso l'epiteto di "Leone"), mentre Umberto II ritornava in patria (settembre 1347) dopo la morte della moglie.

Fu solo nel 1348 che gli Ospitalieri riuscirono a concentrare le loro risorse contro gli Aydınidi. Arrivati allo scontro risolutivo, i crociati ebbero la meglio sulla flotta di Umur Bey in quel medesimo anno. Sconfitto, l'emiro perse, pare, la vita nella pugna. 
Anche dopo la morte di Umur, gli Ospitalieri non riuscirono però a mettere le mani sul Kadifekale di Smirne che rimase nelle mani degli emiri di Aydın.

### Conseguenze e considerazioni
La sconfitta di Umur Bey e l'occupazione ospitaliera di Smirne spronò il Papa a perorare la causa di una nuova grande crociata che scacciasse i turchi dall'Anatolia. Gli stati cristiani non erano però nelle condizioni di sfruttare questo slancio iniziale. Venezia, per prima, attraversava nel 1348 mesi difficilissimi, messa in ginocchio dalla peste nera dilagante che falciò il 75% della popolazione urbana.